# ماخای برهنه

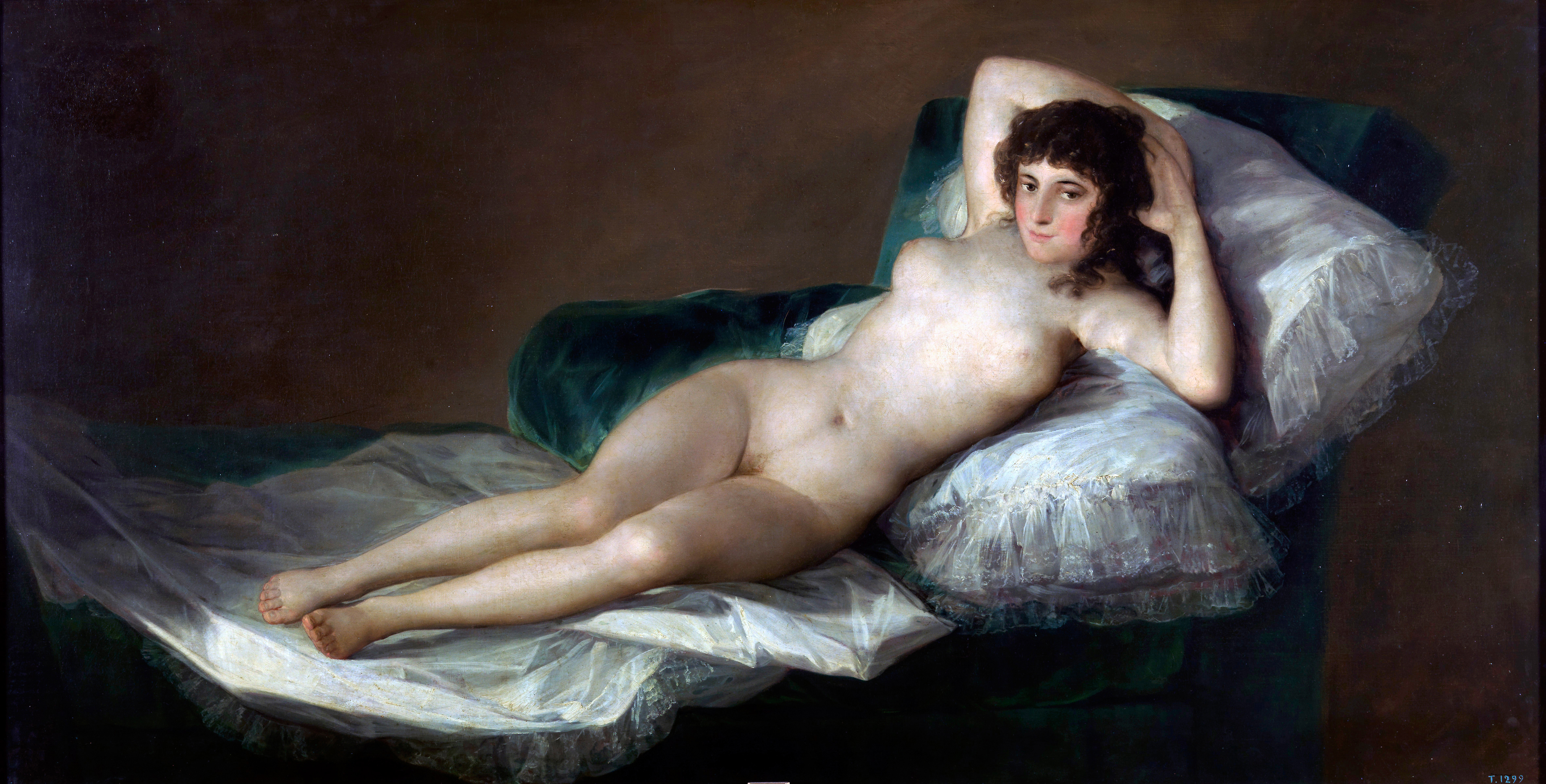
ماخای برهنه (۱۷۹۷ - ۱۸۰۰) اثر نقاش اسپانیایی فرانسیسکو گویا (۱۷۴۶ - ۱۸۲۸)

ماخای برهنه (به اسپانیایی: La maja desnuda) یکی از معروف‌ترین و پرحاشیه‌ترین آثار نقاش اسپانیایی فرانسیسکو گویا (۱۷۴۶ - ۱۸۲۸) است که بین سالهای ۱۷۹۷ تا ۱۸۰۰ خلق شده‌است.
گویا که خود نقاش دادگاه و مورخ رسمی خاندان سلطنتی اسپانیا بود، در این اثر زنی مادریدی را نشان می‌دهد که در فضایی تیره و بر روی تختی کاملاً برهنه دراز کشیده و به فضای مقابلش خیره شده‌است. «ماخا» و «ماخو» القابی بودند که به ترتیب به زنان و مردان مادریدی در قرن هجدهم و نوزدهم میلادی گفته می‌شدند. آنها معمولاً از طبقه متوسط و فقیر مادرید به حساب می‌آمدند که همواره سعی می‌کردند در پوشش ظاهری با دیگران و به خصوص غریبه‌ها متفاوت باشند و زبان اسپانیایی را آهنگ گونه و با لهجه‌ای دلنشین صحبت می‌کردند.

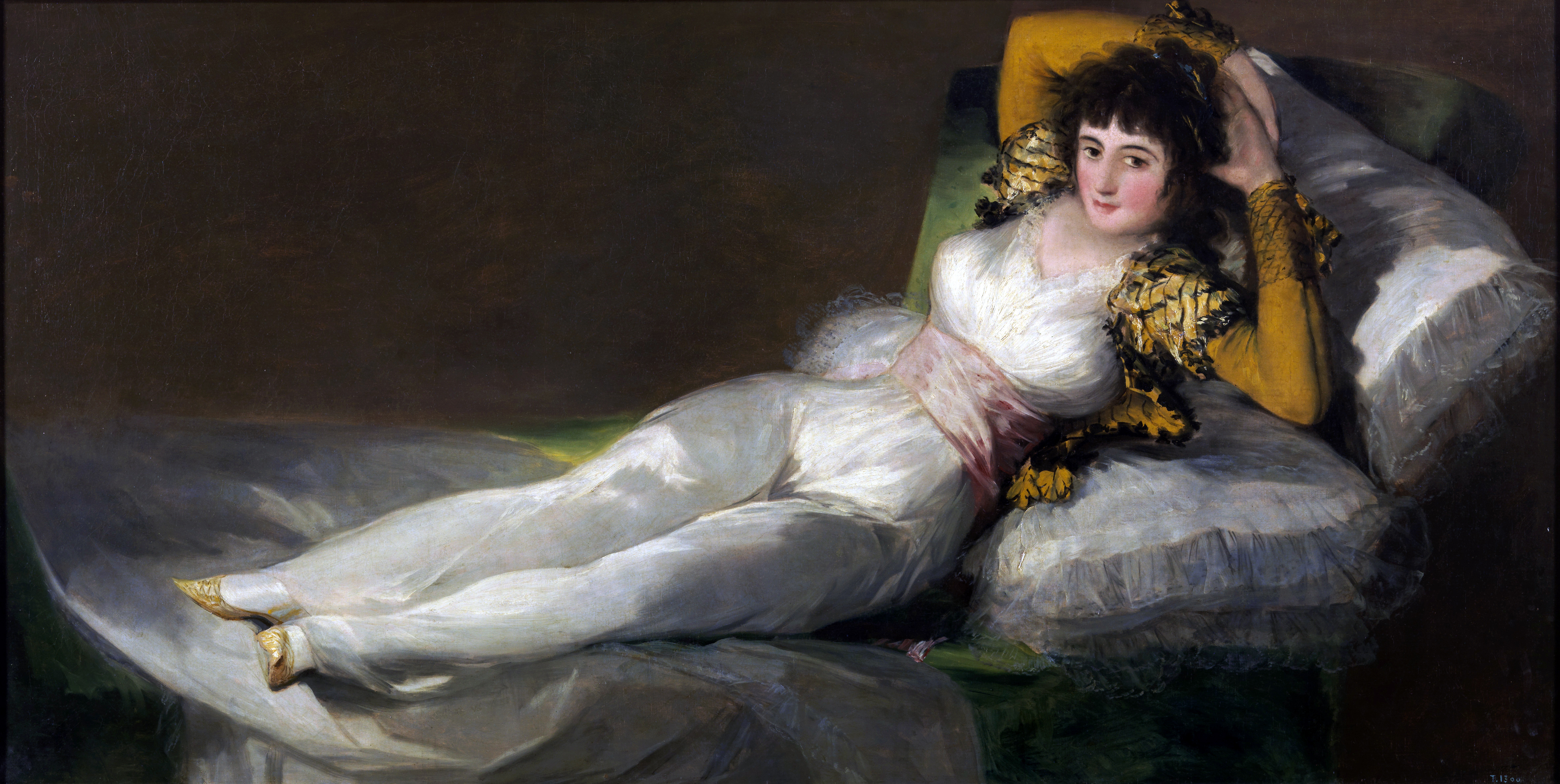
ماخای پوشیده (۱۸۰۳)

این اثر اولین نگاره از یک زن به صورت کاملاً برهنه بود که نمایش عمومی آن در اسپانیا و سپس در فضای بسته و کلیسایی اروپای اواخر قرن هجدهم میلادی طوفانی از انتقاد علیه نقاش به راه انداخت. گویا سه سال پس از ثبت این اثر، مجبور شد تصویر دیگر از ماخای خود این بار با لباس («ماخای پوشیده» (به اسپانیایی: La maja vestida)) کشیده و جایگزین کار قبلی کند. در سال ۱۸۱۵ و در اولین سال پس از استقلال اسپانیا از فرانسه، گویا به دلیل عدم همکاری با مأموران دولتی در شناسایی مدلی که در ترسیم ماخای برهنه از آن استفاده کرده بود از کلیه مقامات و القاب دولتی کنار زده شد.
این اثر هم‌اکنون در موزه دل پرادو (به اسپانیایی: Museo del Prado) در شهر مادرید اسپانیا و در کنار ماخای پوشیده نگهداری می‌شود.